# 僕が僕であるために (テレビドラマ)
僕が僕であるために（ぼくがぼくであるために）は1997年1月3日に放送されたフジテレビ系列の正月ドラマスペシャル番組で、『新春ドラマスペシャル』として放送。主演はSMAP。SMAPのメンバー全員で出演した数少ないドラマである。視聴率は23.5%。
2016年12月10日、『SMAPグラフィティ』の一環として『土曜ワイド』枠で19年ぶりに再放送された。

## あらすじ
社会人になってそれぞれ違う道を歩んできた高校時代の元駅伝部の仲間5人が、久しぶりに再会する。考え方も当時とはだいぶ変わっていて、そんな5人の私生活での葛藤や仲間とのすれ違い、友情の再構築、自分らしさなどを模索していく青春群像ドラマ。

## キャスト
成瀬隼人
演 - 中居正広
【黒澤力】とは実力は同等だったが、駅伝部の時にエースでキャプテンだった。最後の大会で靴が脱げ、裸足で最後のランナーを抜いて優勝したことで注目され大手ハートスポーツに就職しており、仲間の中で唯一の現役ランナーである。
ランナーでは一目置かれているが好きになった夏美が【黒澤力】の彼女だったこともあり、彼を嫉妬心を抱えている。年末の飲み会で【黒澤力】に挑発されて先に殴りかかってしまう。【エツ】がおじいちゃん達を自殺に追い込んでしまい、成瀬に電話するもデート中だったため、切ってしまい、エツは自暴自棄になって事故で死んでしまう
5人全員が主演であるが、物語は主に隼人の視点で進行しており、実質的な主人公である。
黒澤力
演 - 木村拓哉
ランナーとしては【成瀬】と実力は同等であり、最後の大会で5人抜きの活躍を見せるも、靴が脱げながらも優勝した隼人に人気を持っていかれた上に、大手から声がかからず、スカウトがきたのが中小企業からだったために不貞腐れて、フリーターになった。タレント事務所を装い、了承を得ずAVに出させたとして警察に捕まり、尋問を受ける。ラストでは正(父親)に頭を下げ、静岡に帰って真面目に農作業をしている。
木下正己
演 - 稲垣吾郎
愛称はキノヤン。親が医者をしている。小児科医を目指して医大に通っている。親のコネで入った大学のため、コンプレックスを抱いている。ある日、10万円の財布をわざと落としてネコババするかの実験をしており、ちゃんと落とし物として預けた正義感が強くて、まっすぐな川上絹代に惹かて交際するようになる
溝口悦郎
演 - 草彅剛
愛称はエツ、エッちゃん。信用金庫に勤めている。5人の中では最も交流に積極的だったが、宏子との結婚問題を抱えている。宏子は一緒に両親を説得して欲しかったが、ムキになって宏子から距離を置いていた。それを見かねたおじいちゃん達が勝手に宏子の両親に土下座をしたことで激昂して、きつくあたってしまい、それに絶望した老夫婦は自殺してしまう。パニックになって成瀬に電話したが、デート中だったため切られてしまう。おじいちゃん達の自殺が自分の所為と思い、自暴自棄になって赤信号で自転車を走らせて飛び出し、バイクに轢かれて死亡した。
小津悟
演 - 香取慎吾
他の4人の後輩。先輩4人と近い実力をもっていたが、マラソン選手としてのオファーはなかった。そのため3流大学の学歴に強いコンプレックスを持っており、社交ダンスクラブで出逢った園子に恋をした際も、大手商社のサラリーマンと嘘をついて近付く。園子の嘘に気付いても信じようとした。ラストはキッチリ振り切った。
津田夏美
演 - 鶴田真由
不動産会社に勤めるOL。力と3年間同棲している。ルックスは良いが浮気ばかりで仕事もちゃらんぽらんな力と付き合い続けることに迷いを感じていた。そんな時に、力にプレゼントするセーターを成瀬に汚されてまい、何度か逢う度に一緒にいて楽しい成瀬に惹かれていき、最後は力と別れて成瀬と付き合うことになった。
川上絹代
演 - 瀬戸朝香
キノヤンが通う大学に通う4年生。福祉センターで治療訓練の手伝いをしている。キノヤンが10万円の入った財布を受け取るかどうかの賭けをし、ひっかけようとして出逢う。
松中宏子
演 - 松たか子
エツの恋人。親の反対に遭い、エツとの結婚を迷っている。本当はエツに一緒に両親を説得してほしいと言いたいのだがエツがイジケてしまっていた
成瀬弥子
演 - 広末涼子
隼人の妹。
島野
演 - 相島一之
隼人の先輩社員で同じくマラソンランナー。練習中に右足の前十字靱帯断裂で、全治3ヵ月と診断され会社を解雇された。
藤ノ井
演 - 浅野和之
ハートスポーツのマラソンの監督。
岩永
演 - 小日向文世
エツの上司。
ナナ
演 - 三浦理恵子
力の母
演 - 高田敏江
力の母親。
唐木善送
演 - 下條正巳
エツが「東京のおじいちゃん」と慕う、信用金庫で最初に担当した顧客。自転車屋を経営しているが、経営は芳しくない。エツの結婚のことで、相手の両親に勝手に土下座をして結婚の許しを得ようとした。その事が原因でエツに嫌われたと思い、おばあさんと共に自殺をした。
唐木鶴子
演 - 丹阿弥谷津子
エツが「東京のおばあちゃん」と慕う顧客。夫と同様の理由で自殺した。
刑事
演 - 唐沢寿明
力を任意同行で連行した刑事。劇中では、黒縁の眼鏡をかけている。
焼き芋の男性
演 - 岸谷五朗
園子が住む団地付近にて焼芋を販売している男性。マイクで焼芋販売の呼びかけをしているところ、悟にマイクを取り上げられる。マイクを借りた悟は団地に住む園子に聴こえるようにマイクを遣って自分の非を詫びると共に園子の今後を激励。最初はマイクを取り上げられたことから悟を怪訝に視ていたが、悟の主張に対して徐々に共感し、周りで聴いていた主婦たちと共に悟に拍手喝采をささげた。
銀行員
演 - 椎名桔平
別の銀行員。下記の自転車屋に集金に来ていた。
塚田園子
演 - 鈴木保奈美
悟が恋をした女性。絵画の販売をしていると言い、悟を騙している。実際は主婦で子持ち。
黒澤正
演 - 植木等
力の父親。静岡でミカンを作っている。母親が脳溢血で倒れた時に庭の無花果を切った。力に「静岡に帰ってこないか」と頼みにきたが、力が女性がらみのトラブルを起こしているのを知り、一転して「二度と帰ってくるな」と言い放つ。最終的には力が頭を下げたため、帰省を認める。
- 野際陽子
- いしいすぐる
- 田島穂奈美
- 泉晶子
- 堀部隆一
- 須永慶
- 真鍋尚晃
- 道又隆成
- ただのあっ子
- 谷本一
- 松美里杷
- 高柳葉子
- 上原由恵
- 関えつ子
- 市丸優
- 市川久美
- 井原崇
- 古賀プロ
- セントラル子供タレント
- 劇団東俳
- 芸プロ
- 稲川素子事務所
- U2プロモーション

## スタッフ
- 主題歌：尾崎豊「僕が僕であるために」
- 企画：大多亮
- 脚本：水橋文美江
- 演出：永山耕三
- 音楽：CAGNET
- 演出補：高丸雅隆、田中康司
- 技術協力：バスク、渋谷ビデオスタジオ
- スタジオ：東京メディアシティ
- プロデュース：小岩井宏悦
- 製作著作：フジテレビ

### 備考
1. ↑  放送当時、21:00 - 22:54は『金曜エンタテイメント』枠だが、本作は『金曜エンタテイメント』枠外として放送。
2. ↑  なお、森且行は前年の1996年5月にSMAPを脱退し、芸能界から引退しているので出演していない。
3. ↑  「エツ」は仲間からの呼称。「エッちゃん」は宏子や自転車屋の老夫婦からの呼称。

| フジテレビ系列 新春ドラマスペシャル       | フジテレビ系列 新春ドラマスペシャル              | フジテレビ系列 新春ドラマスペシャル   |
| 前番組                                    | 番組名                                           | 次番組                                |
| ----------------------------------------- | ------------------------------------------------ | ------------------------------------- |
| 素晴らしき家族旅行 （1996年）             | 僕が僕であるために （本放送） （1997年）         | ビーチボーイズ （1998年）             |
| フジテレビ 土曜ワイド（SMAPグラフィティ） |                                                  |                                       |
| 八つ墓村（稲垣吾郎版） （2016年12月3日）  | 僕が僕であるために （再放送） （2016年12月10日） | 古畑任三郎 VS SMAP （2016年12月17日） |